# Rheumaptera unicoloraria
Rheumaptera unicoloraria là một loài bướm đêm trong họ Geometridae.